# إيريز بيتون
إيريز بيتون (بالعبرية: ארז ביטון‏) (ولد عام 1942 في وهران في الجزائر) هو شاعر إسرائيلي جزائري المولد من أصل مغربي.
حصل على جائزة إسرائيل للأدب والشعر العبري لعام 2015.

## حياته
ولد إيريز بيتون في وهران لعائلة يهودية مغربية. هربت عائلته من الجزائر عام 1948 وهاجرت إلى إسرائيل.  نشأ في مدينة اللد.  في سن العاشرة فقد بصره ويده اليسرى بسبب قنبلة يدوية طائشة عثر عليها. وفي العام التالي ذهب إلى المدرسة في معهد القدس للمكفوفين.
حصل على درجة البكالوريوس في العمل الاجتماعي من الجامعة العبرية في القدس وعلى درجة الماجستير في علم النفس من جامعة بار إيلان. 

## عمله
بعد دراسته، عمل بيتون كعامل اجتماعي في عسقلان لمدة سبع سنوات وكطبيب نفساني في بلدة نائية. كان يعمل كصحفي وينشر عمودًا أسبوعيًا في صحيفة معاريف اليومية الإسرائيلية الرئيسية.  كتابه الأول Mincha Marokait (هدية مغربية)، الذي نشر عام 1976، جعله الأب المؤسس للشعر المزراحي في إسرائيل. 

## جوائز
- (2015) حصل بيتون على جائزة إسرائيل للأدب، وهو أول يهودي شرقي يحصل عليها. [6] ووصفت لجنة الجائزة قصائده بأنها "مثال للتعامل الشجاع والحساس والعميق مع مجموعة واسعة من التجارب الشخصية والجماعية التي تتمحور حول آلام الهجرة، وغرس الجذور في البلاد، وإعادة ترسيخ الهوية المزراحية باعتبارها جزءا لا يتجزأ من الهوية الإسرائيلية الشاملة."
- (2014) جائزة بياليك لإنجاز العمر
- (2014) جائزة يهودا عميحاي
- (1988) جائزة رئيس مجلس الوزراء
- (1982) جائزة ميريام تالبير

## روابط خارجية
- السيرة الذاتية والببليوغرافيا في معهد ترجمة الأدب العبري
- موسوعة اليهود في العالم الإسلامي